# Phoenix (Oregon)
Phoenix – miasto w Stanach Zjednoczonych, w stanie Oregon, w hrabstwie Jackson.